# Mechthild d'Asburgo-Teschen
Mechthild d'Asburgo-Teschen, (tedesco: Mechthildis Maria Christina) (Pola, 2 gennaio 1891 – Rio de Janeiro, 2 giugno 1966), fu un'arciduchessa d'Austria del ramo Teschen della Casa d'Asburgo-Lorena.

## Biografia
Era la figlia di Carlo Stefano d'Asburgo-Teschen, e di sua moglie, Maria Teresa d'Asburgo-Lorena. Entrambi i suoi genitori erano strettamente legati all'imperatore Francesco Giuseppe.
Suo padre era nipote dell'arciduca Carlo che aveva guidato l'esercito austriaco contro Napoleone Bonaparte ed era un fratello della regina Maria Cristina di Spagna. Sua madre era un nipote di Leopoldo II, l'ultimo granduca di Toscana. Dalla parte di sua madre, era una nipote del re Ferdinando II delle Due Sicilie.
Nacque a Pola, dove il padre era di stanza come un ufficiale di marina. Fu educata da insegnanti privati; studiò tedesco, italiano, inglese, francese e polacco.
Suo padre era molto ricco e la famiglia aveva una villa estiva nell'isola di Lussino, nel mare Adriatico, un palazzo a Vienna e uno yacht di lusso per le crociere estive. Nel 1895 suo padre ereditò dall'arciduca Alberto vaste proprietà in Galizia. Dal 1907 la residenza principale della famiglia era al castello di Żywiec, nella parte occidentale della Galizia (oggi Polonia), ma continuarono a trascorrere gli inverni in Istria.

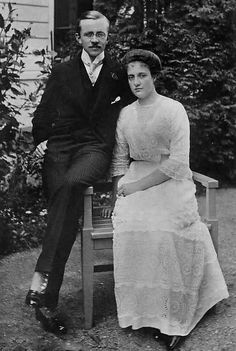
L'arciduchessa Mechthildi e suo marito, il principe Olgierd Czartoryski, 1913.

## Matrimonio
L'arciduca Carlo Stefano mise da parte la sua carriera in marina e si concentrò le sue ambizioni nella creazione di una filiale polacca della casa d'Asburgo. Incoraggiò tutti i suoi figli a diventare polacchi. Come la sorella Renata, anche Mechthild sposò un principe polacco, Olgierd Czartoryski (1888-1977).
Il matrimonio ebbe luogo l'11 gennaio 1913 al Castello di Żywiec, in Polonia, due giorni dopo che la sua sorella maggiore, Eleonora sposò Alfons von Kloss. Mechtildi dovette rinunciare a tutti i suoi titoli e il trattamento di Altezza Imperiale e Reale, siccome suo marito non appartenevano a una famiglia reale.
Mechthild ed Olgierd ebbero quattro figli:
- Costantino (9 dicembre 1913-31 agosto 1989), sposò la contessa Karolina Plater Zyberk, ebbero due figli;
- Cecilia (9 aprile 1915—19 aprile 2011), sposò Jerzy Rostworowski, ebbero quattro figli;
- Isabella (8 agosto 1917-2015), sposò il conte Rafael Bninski, ebbero un figlio;
- Alessandro (21 ottobre 1919-2007).

## Morte
Allo scoppio della seconda guerra mondiale scapparono in Sud America, dove vissero, inizialmente, a Petrópolis con i membri della famiglia imperiale brasiliana, gli Orléans-Braganza. Suo marito è stato per molti anni l'Ambasciatore del Sovrano Ordine militare di Malta e per il Brasile e il Paraguay.
Mechthild morì il 6 febbraio 1966 a Rio de Janeiro.

## Ascendenza
|                                            |                              |                                             | Genitori                                |  |  | Nonni |  |  | Bisnonni                |  |  | Trisnonni                    |  |
|                                            |                              |                                             |                                         |  |  |       |  |  | Carlo d'Asburgo-Teschen |  |  | Leopoldo II d'Asburgo-Lorena |  |
|                                            |                              |                                             |                                         |  |  |       |  |  | Carlo d'Asburgo-Teschen |  |  | Leopoldo II d'Asburgo-Lorena |  |
|                                            |                              | Maria Luisa di Borbone-Spagna               |                                         |  |  |       |  |  | Carlo d'Asburgo-Teschen |  |  |                              |  |
| Carlo Ferdinando d'Asburgo-Teschen         |                              |                                             |                                         |  |  |       |  |  | Carlo d'Asburgo-Teschen |  |  |                              |  |
|                                            |                              | Enrichetta di Nassau-Weilburg               | Federico Guglielmo di Nassau-Weilburg   |  |  |       |  |  |                         |  |  |                              |  |
|                                            |                              | Enrichetta di Nassau-Weilburg               | Federico Guglielmo di Nassau-Weilburg   |  |  |       |  |  |                         |  |  |                              |  |
|                                            |                              | Enrichetta di Nassau-Weilburg               | Luisa Isabella di Kirchberg             |  |  |       |  |  |                         |  |  |                              |  |
| Carlo Stefano d'Asburgo-Teschen            |                              | Enrichetta di Nassau-Weilburg               |                                         |  |  |       |  |  |                         |  |  |                              |  |
|                                            |                              | Federico Guglielmo di Nassau-Weilburg       | Carlo Cristiano di Nassau-Weilburg      |  |  |       |  |  |                         |  |  |                              |  |
|                                            |                              | Federico Guglielmo di Nassau-Weilburg       | Carlo Cristiano di Nassau-Weilburg      |  |  |       |  |  |                         |  |  |                              |  |
|                                            |                              | Federico Guglielmo di Nassau-Weilburg       | Maria Luisa di Borbone-Spagna           |  |  |       |  |  |                         |  |  |                              |  |
| Enrichetta di Nassau-Weilburg              |                              | Federico Guglielmo di Nassau-Weilburg       |                                         |  |  |       |  |  |                         |  |  |                              |  |
|                                            |                              | Luisa Isabella di Kirchberg                 | Guglielmo Giorgio di Kirchberg          |  |  |       |  |  |                         |  |  |                              |  |
|                                            |                              | Luisa Isabella di Kirchberg                 | Guglielmo Giorgio di Kirchberg          |  |  |       |  |  |                         |  |  |                              |  |
|                                            |                              | Luisa Isabella di Kirchberg                 | Isabella Augusta di Reuss-Greiz         |  |  |       |  |  |                         |  |  |                              |  |
| Mechthild d'Asburgo-Teschen                |                              | Luisa Isabella di Kirchberg                 |                                         |  |  |       |  |  |                         |  |  |                              |  |
|                                            | Leopoldo II d'Asburgo-Lorena | Francesco I di Lorena                       |                                         |  |  |       |  |  |                         |  |  |                              |  |
|                                            | Leopoldo II d'Asburgo-Lorena | Francesco I di Lorena                       |                                         |  |  |       |  |  |                         |  |  |                              |  |
|                                            | Leopoldo II d'Asburgo-Lorena | Maria Teresa d'Austria                      |                                         |  |  |       |  |  |                         |  |  |                              |  |
| Giuseppe Antonio Giovanni d'Asburgo-Lorena | Leopoldo II d'Asburgo-Lorena |                                             |                                         |  |  |       |  |  |                         |  |  |                              |  |
|                                            |                              | Maria Luisa di Borbone-Spagna               | Carlo III di Spagna                     |  |  |       |  |  |                         |  |  |                              |  |
|                                            |                              | Maria Luisa di Borbone-Spagna               | Carlo III di Spagna                     |  |  |       |  |  |                         |  |  |                              |  |
|                                            |                              | Maria Luisa di Borbone-Spagna               | Maria Amalia di Sassonia                |  |  |       |  |  |                         |  |  |                              |  |
| Elisabetta Francesca d'Asburgo-Lorena      |                              | Maria Luisa di Borbone-Spagna               |                                         |  |  |       |  |  |                         |  |  |                              |  |
|                                            |                              | Ludovico Federico Alessandro di Württemberg | Federico II Eugenio di Württemberg      |  |  |       |  |  |                         |  |  |                              |  |
|                                            |                              | Ludovico Federico Alessandro di Württemberg | Federico II Eugenio di Württemberg      |  |  |       |  |  |                         |  |  |                              |  |
|                                            |                              | Ludovico Federico Alessandro di Württemberg | Federica Dorotea di Brandeburgo-Schwedt |  |  |       |  |  |                         |  |  |                              |  |
| Maria Dorotea di Württemberg               |                              | Ludovico Federico Alessandro di Württemberg |                                         |  |  |       |  |  |                         |  |  |                              |  |
|                                            |                              | Enrichetta di Nassau-Weilburg               | Carlo Cristiano di Nassau-Weilburg      |  |  |       |  |  |                         |  |  |                              |  |
|                                            |                              | Enrichetta di Nassau-Weilburg               | Carlo Cristiano di Nassau-Weilburg      |  |  |       |  |  |                         |  |  |                              |  |
|                                            |                              | Enrichetta di Nassau-Weilburg               | Carolina d'Orange-Nassau                |  |  |       |  |  |                         |  |  |                              |  |
|                                            |                              | Enrichetta di Nassau-Weilburg               |                                         |  |  |       |  |  |                         |  |  |                              |  |